# François Denis Tronchet
François Denis Tronchet (Parigi, 23 marzo 1726 – Parigi, 10 marzo 1806) è stato un giurista e politico francese.

## Biografia
Era figlio di un procuratore del Parlamento di Parigi.
Rappresentante di Parigi agli stati generali del 13 maggio 1789, si oppose alla trasformazione degli stessi in Assemblea nazionale costituente, ma finì per accettare degli incarichi all'interno di essa. Tre anni e mezzo dopo, accettò di far parte del collegio di difesa di Luigi XVI, durante il processo al cospetto della Convenzione Nazionale, tra il dicembre 1792 e il gennaio del 1793, questo gli costerà in seguito qualche noia e lo costringerà a rimanere nella clandestinità per qualche tempo, poiché il Comitato di sicurezza generale aveva emesso un avviso che lo dichiarava ricercato.
La sua fuga non durò a lungo e non tardò molto ad aprire uno studio legale a Parigi.
Durante il Consolato, François Denis Tronchet assunse numerosi incarichi: presidente del Tribunal de cassation, membro del Consiglio degli anziani dal 1800 al 1804, senatore della Somme dal 1801.
Napoleone lo scelse per fare parte, insieme a Jean-Étienne-Marie Portalis, Maleville, Bigot de Préameneu (i quattro artisans), della commissione incaricata di redigere il Codice civile francese del 1804, il «Code Napoléon».
Dopo la morte, avvenuta il 10 marzo, le sue ceneri furono trasferite al Panthéon di Parigi il 17 marzo del 1806.
Tronchet partecipò alla redazione di un gran numero di leggi, a proposito di successione legittima dei figli legittimi e illegittimi, sostenitore della divisione in parti eguali fra figli; egli è teorizzatore della moderna disciplina del diritto d'ipoteca e della maggior parte delle leggi municipali francesi.